# ルートヴィヒ・シュトゥンプフエッガー

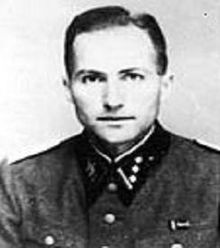
ルートヴィヒ・シュトゥンプフエッガー

ルートヴィヒ・シュトゥンプフエッガー（ドイツ語: Ludwig Stumpfegger, 1910年7月11日 - 1945年5月2日）は、第二次世界大戦中の親衛隊医師で、1944年からアドルフ・ヒトラーの主治医であった。シュトゥンプフェッガーと表記されることもある。

## 生涯
バイエルン王国ミュンヘン生まれ。初めは看護師として、ホーエンリューヒェン療養所（スポーツ関連の療養所）の主任医師をしていたカール・ゲープハルトの元で働く。1936年にはゲプハルトとともにガルミッシュ＝パルテンキルヒェンオリンピックとベルリンオリンピックに医療班として参加した。
1939年に第二次世界大戦が勃発すると、ホーエンリューヒェン療養所は親衛隊が利用することとなった。その後、シュトゥンプフェッガーはフリッツ・フィッシャー、ヘルタ・オーバーホイザーの下で働き、ラーフェンスブリュック強制収容所から連れてこられた女性の囚人を対象とした人体実験を行った。この実験では骨と筋肉の移植、病原菌の感染などが行われた。
1945年には、総統地下壕で侍医のテオドール・モレルの元で働いた。ヒトラーは自殺直前の4月29日、シュトゥンプフエッガーに依頼して愛犬のブロンディを青酸で殺し、青酸を飲むとどのようにして死ぬか確かめたという。翌4月30日にヒトラーが自殺すると、ヨーゼフ・ゲッベルスが自殺する直前にマクダ夫人と共に彼らの子供に青酸を飲ませて毒殺した。なお、毒殺したのはシュトゥンプフエッガーではなくヘルムート・クンツ医師とする説もある。

その後、シュトゥンプフエッガーは次期ナチス党首に指名されていたマルティン・ボルマン、ヒトラーユーゲントの全国青年指導者アルトゥール・アクスマンとともに5月1日深夜に総統地下壕を脱出。しかし、ソ連軍の攻撃が激しいために脱出できず（アクスマンだけ脱出に成功し、後に連合軍の捕虜となる）、ボルマンと共にレアター駅付近で青酸入りのカプセルを噛み砕いて自殺した。遺体は長年見つからず、ボルマンと共に逃亡したという説もあったが、1972年12月にヴァイデンダム橋のたもとで2体の白骨遺体が発見され、ボルマンとシュトゥンプフエッガーと確認された。